# Ronquilus jordani
Ronquilus jordani és una espècie de peix de la família dels batimastèrids i l'única del gènere Ronquilus.

## Descripció
- Fa 20 cm de llargària màxima.[2]
- Els mascles són de color taronja al dors i verd oliva opac al ventre amb franges verticals, més fosques i vagues als flancs. Presenten línies fines i grogues longitudinals per sota de la línia lateral i grogues a la part superior de l'aleta pectoral; bandes daurades a sota dels ulls i enmig de les galtes; la part superior del cap i darrere dels ulls de color negre; una taca fosca a l'extrem anterior de l'aleta dorsal, i les aletes pèlviques i la part inferior de les pectorals negres.
- Les femelles són de color verd oliva al dors (més clares al ventre) i amb línies longitudinals grogues als flancs. Tenen l'occípit vermellós; una taca fosca a la part anterior de l'aleta dorsal; les vores de les aletes dorsal i caudal de color taronja brillant, i les aletes pèlviques blanques.
- Cap espina i 41-48 radis tous a l'aleta dorsal.
- Cap espina i 31-34 radis tous a l'aleta anal.
- Aleta caudal arrodonida.[3][4]

## Depredadors
A Alaska és depredat per Reinhardtius stomias.

## Hàbitat i distribució geogràfica
És un peix marí, demersal (entre 3 i 275 m de fondària) i de clima temperat, el qual viu al Pacífic oriental: les àrees rocalloses des del canyó submarí de Pribilof (el mar de Bering) i l'illa d'Amchitka (les illes Aleutianes) fins a la badia de Monterey (Califòrnia, els Estats Units), incloent-hi la Colúmbia Britànica

## Observacions
És inofensiu per als humans.